# Ilgiz Tantashev

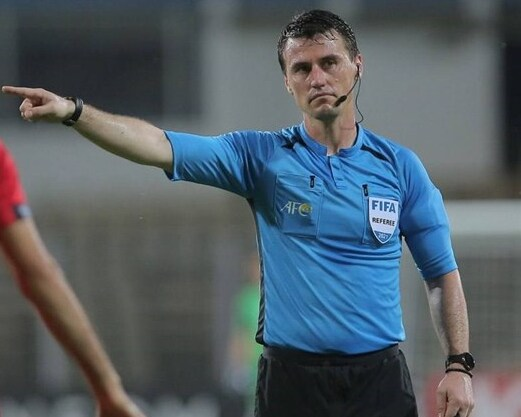
Ilgiz Tantashev (2024)

Ilgiz Tantashev (usbekisch Танташев Илгиз; * 5. April 1984) ist ein usbekischer Fußballschiedsrichter. Seit 2013 steht er auf der FIFA-Schiedsrichterliste.

## Karriere

### Klubmannschaften
Erstmals leitete er am 1. April 2014 ein Spiel im AFC Cup, bei der Begegnung vom Nay Pyi Taw FC und dem Kitchee SC. Im folgenden Jahr kam er dann am 4. März bei einer Begegnung von Urawa Red Diamonds und Brisbane Roar auch erstmals in der AFC Champions League zum Einsatz.
Daneben leitete er auch abseits der heimischen Liga als Gast-Schiedsrichter unter anderem das Playoff-Halbfinale der Indian Super League Saison 2019/20 zwischen dem FC Goa und dem Chennaiyin FC, eine Partie der Saudi Professional League in der Spielzeit 2020/21, sowie ein Ligaspiel der Wysschaja Liga in Tadschikistan.

### Nationalmannschaften
Seine erste bekannte geleitete Partie zwischen A-Nationalmannschaften war am 26. November 2014, ein Freundschaftsspiel zwischen Singapur und Myanmar. Erstmals bei einem Turnier pfiff er bei der Asienmeisterschaft 2019 die Gruppenpartie Indien gegen Bahrain. Kurz danach kam er bei der Ostasienmeisterschaft 2019 in zwei Gruppenspiel zum Zug.
Nach weiteren Qualifikations- und Freundschaftsspielen war er Spielleiter bei zwei Gruppenspielen des Golfpokal 2023. Auch für die Asienmeisterschaft 2024 wurde er nominiert.
Sein Debüt bei einem interkontinentalen Turnier feierte Tantashev beim olympischen Fußballturnier 2024. Gemeinsam mit seinen Assistenten Andrey Tsapenko und Timur Gaynullin wurde er für vier Spielleitungen eingeteilt. Bei seinem vierten Einsatz im Halbfinale zwischen Marokko und Spanien erlitt er durch einen unabsichtlichen Zusammenprall mit dem Spanier Marc Pubill eine Beinverletzung. Nach 17 Minuten Spielzeit musste er daher die Spielleitung an den Vierten Offiziellen Glenn Nyberg übergeben.

## Einsätze bei Olympia 2024
| Phase         |  | Datum         | Spielort  | Heimmannschaft | Gastmannschaft | Ergebnis    |
| ------------- |  | ------------- | --------- | -------------- | -------------- | ----------- |
| Gruppenphase  |  | 27. Juli 2024 | Nizza     | Frankreich     | Guinea         | 1:0 (0:0)   |
| Gruppenphase  |  | 30. Juli 2024 | Paris     | Paraguay       | Mali           | 1:0 (1:0)   |
| Viertelfinale |  | 2. Aug. 2024  | Bordeaux  | Frankreich     | Argentinien    | 1:0 (1:0)   |
| Halbfinale    |  | 5. Aug. 2024  | Marseille | Marokko        | Spanien        | 1:2 (1:0) 1 |